# Utskänkningstillstånd
Serveringstillstånd, vanligen kallat Utskänkningstillstånd, är ett tillstånd utfärdat av myndigheter för att få servera alkoholdrycker såsom öl, vin och sprit på till exempel restauranger och barer (så kallad utskänkning).

## Sverige
Utskänkningstillstånd utfärdas i Sverige av kommuner till restauranger för att reglera försäljningen av alkoholhaltig dryck. Det finns vissa grundbestämmelser i alkohollagen att ta hänsyn till, exempel:
- Alkoholservering får i normalfallet inte bedrivas före klockan 11:00.[1] I Göteborg får alkoholservering dock ske från kl 10:00.[2]
- Restauranger måste även servera mat för att få servera alkohol.[3]
- Alkoholservering får inte ske till personer under 18 år.[4]

De flesta tillstånd tillåter servering klockan 11:00–01:00, men undantag förekommer. En del restauranger har inskränkta tider på vardagar men tillåts servera längre på helger. Många dansställen har tillåtelse att bedriva servering fram till klockan 03:00 eller 05:00, ofta kombinerat med villkoret att restaurangen ska ha ordningsvakt(er) för ordningskontroll.
Antalet utskänkningstillstånd har sedan 1980-talet ökat i hela Sverige.